# Докучаєвське
Докучаєвське (до 2016 року — Комуніст) — селище в Україні, в Роганській селищній громаді Харківського району Харківської області. Населення становить 7251 осіб. До 2024 року було найбільшим за населенням сільським селищем в Україні. Фактично є південно-східним передмістям Харкова.

## Географія
Селище Докучаєвське знаходиться на правому березі річки Роганка, вище за течією на відстані 1 км розташоване смт Рогань, нижче за течією на відстані 7 км розташоване село Тернова, на протилежному березі — село Світанок (Чугуївський район). Примикає до кордону міста Харків. Поруч проходить залізниця, найближча станція Рогань.

## Історія
Селище засноване 1944 року.
У вересні 2012 року частина селища (вулиці Садова, Польова, Пролетарська, Новопроектна, Залізнична, Безлюдівська, Садовий провулок) була включена в межі міста Харкова.
12 травня 2016 року Верховна Рада України перейменувала селище Комуніст на Докучаєвське.

## Населення
Згідно з переписом УРСР 1989 року чисельність наявного населення селища становила 8308 осіб, з яких 4084 чоловіки та 4224 жінки.
За переписом населення України 2001 року в селищі мешкала 7241 особа.
Мова
Розподіл населення за рідною мовою за даними перепису 2001 року:
| Мова       | Відсоток |
| ---------- | -------- |
| українська | 72,03    |
| російська  | 27,4 %   |
| вірменська | 0,12 %   |
| білоруська | 0,06 %   |
| німецька   | 0,03 %   |
| інші       | 0,36 %   |

## Економіка

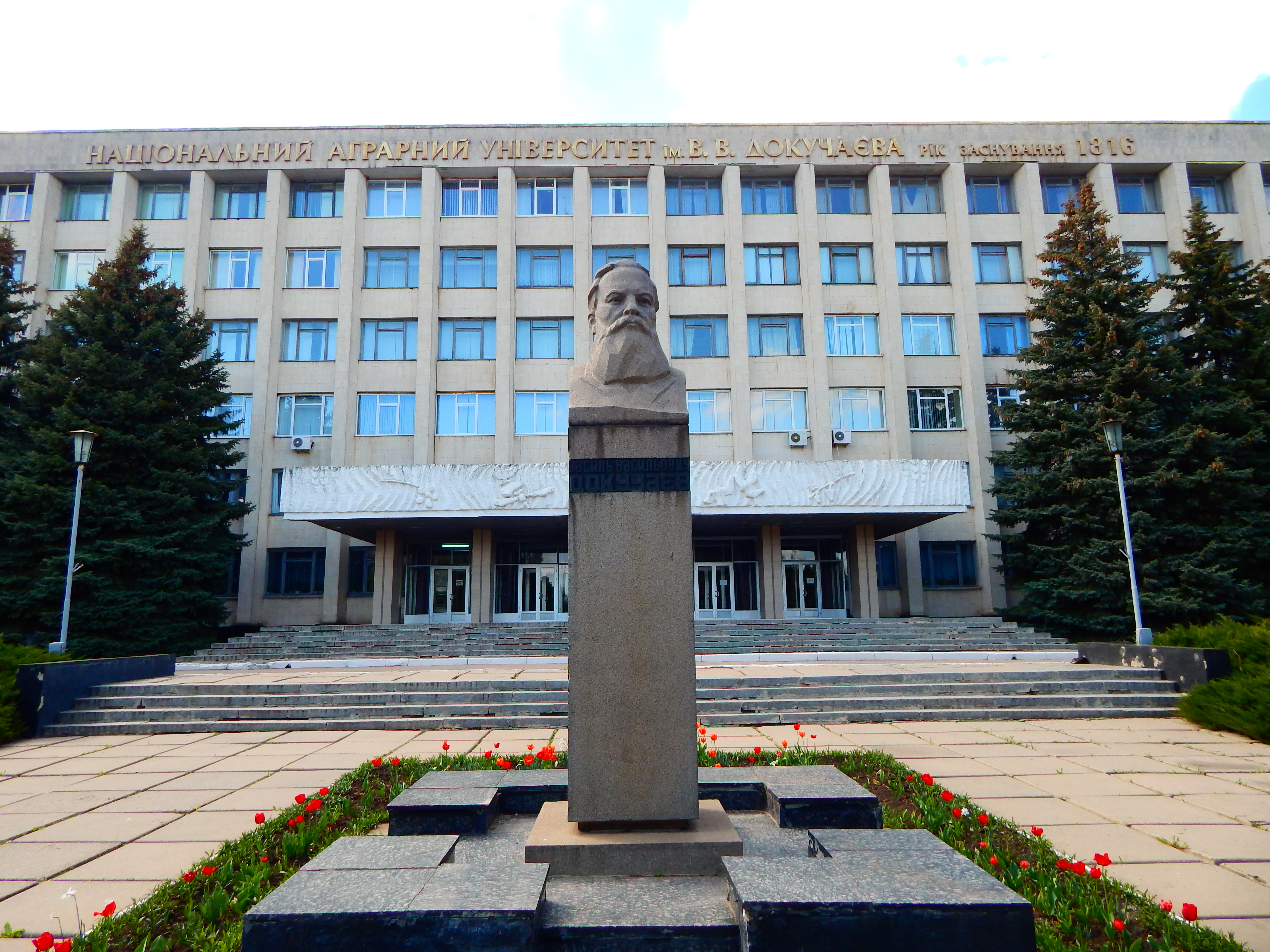
Пам'ятник В. В. Докучаєву біля корпусу Державного біотехнологічного університету

- Факультети агрономії та захисту рослин, а також лісового господарства, деревооброблювальних технологій та землевпорядкування Державного біотехнологічного університету.
- На адміністративній території розташований виробничий центр ПрАТ «Філіп Морріс Україна».

## Пам'ятки
- Дендрологічний парк Харківського національного аграрного університету — об'єкт природно-заповідного фонду Харківської області загальнодержавного значення.